# Posilstvo
Posilstvo spada pod kazniva dejanja zoper spolno nedotakljivost in je v Kazenskem zakoniku Republike Slovenije opredeljeno v 180. členu:
1. Kdor prisili osebo drugega ali istega spola k spolnemu občevanju tako, da uporabi silo ali zagrozi z neposrednim napadom na življenje ali telo, se kaznuje z zaporom od enega do desetih let.
2. Če je dejanje iz prejšnjega odstavka storjeno na grozovit ali na posebno poniževalen način ali če je dejanje storilo več oseb zaporedoma, ali nad obsojenci, ki prestajajo kazen zapora v zaprtih ali polodprtih zavodih za prestajanje kazni zapora, se storilec kaznuje z zaporom najmanj treh let.
3. Kdor prisili osebo drugega ali istega spola k spolnemu občevanju tako, da ji zagrozi, da bo o njej ali njenih bližnjih odkril, kar bi škodovalo njeni ali njihovi časti ali dobremu imenu, ali da bo njej ali njenim bližnjim povzročil veliko premoženjsko škodo, se kaznuje z zaporom od šestih mesecev do petih let.
4. Če sta bili dejanji iz prvega ali tretjega odstavka tega člena storjeni proti osebi, s katero storilec živi v zakonski ali zunajzakonski skupnosti, se pregon začne na predlog.